# Sutherland Bog
Sutherland Bog – torfowisko (bog) w kanadyjskiej prowincji Nowa Szkocja, w hrabstwie Pictou (45°35′10″N, 62°41′24″W), na zachód od New Glasgow; nazwa urzędowo zatwierdzona 22 marca 1926.